# 中国印钞造币博物馆

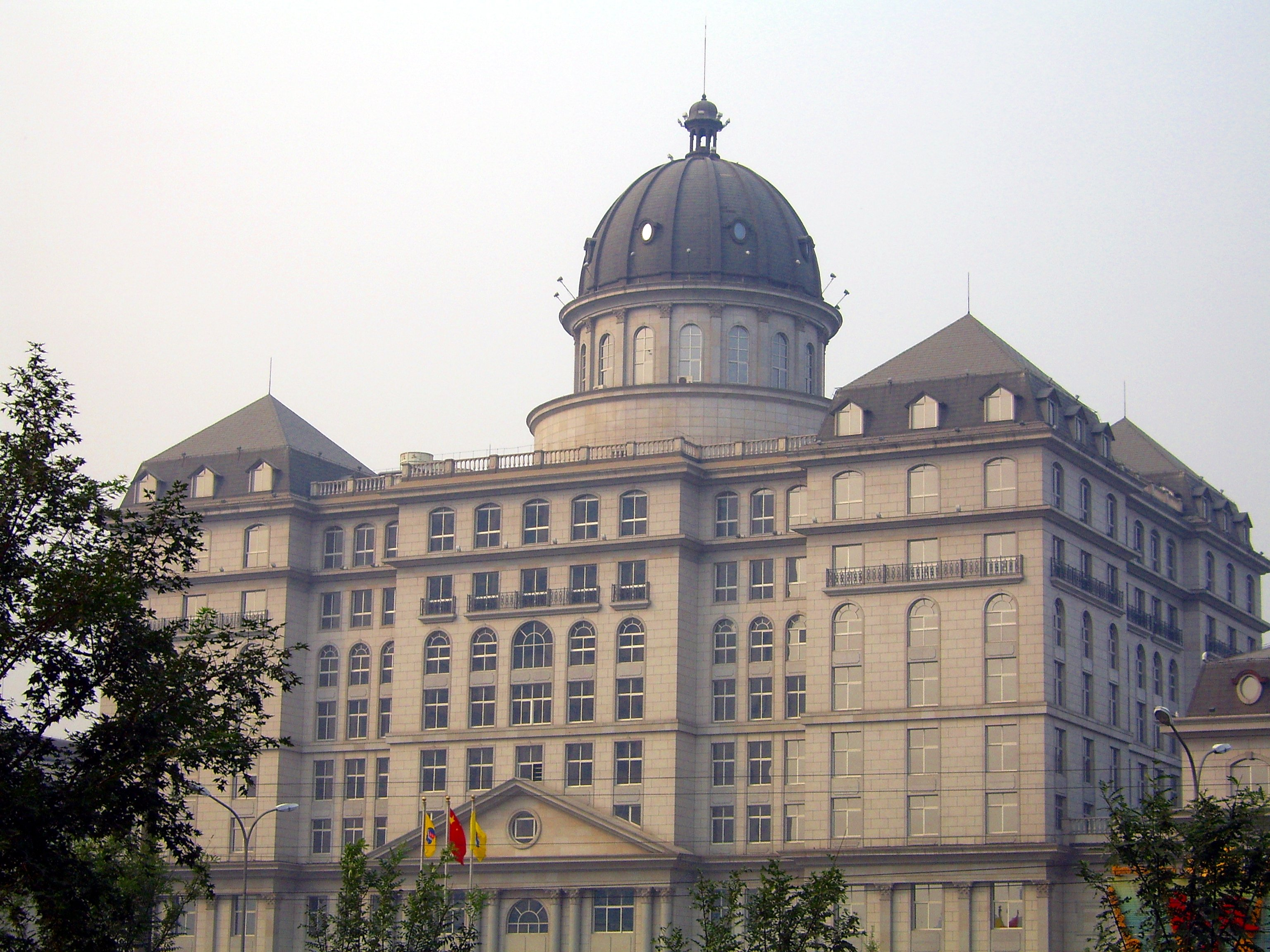
中国印钞造币总公司的办公楼——北京市西城区西直门外大街甲143号凯旋大厦

中国印钞造币博物馆，位于北京市西城区西直门外大街甲143号凯旋大厦，是以印钞造币为主题的专业博物馆，隶属中国印钞造币总公司。

## 简介
2000年，经中国人民银行总行批准，中国印钞造币总公司建立中国印钞造币博物馆。2002年9月，中国印钞造币博物馆完工。同年10月22日中国人民银行行长戴相龙为博物馆落成剪彩，同月开始正式接待金融行业和预约访客参观。由于部分展品涉密，中国印钞造币博物馆建成后仅供业内人士参观，不对外开放。
中国印钞造币博物馆设在中国印钞造币总公司所在的凯旋大厦一层东西两侧，东厅是人民币印制厅，西厅是工艺技术厅，总面积1500平方米。中国印钞造币博物馆是以展示中国印钞造币工艺技术及人民币发展史为主题，将印钞、造币等专业融为一体，弘扬货币文化和印制精神的行业性博物馆。馆内收藏有近万件藏品与文物。